# Catalina de Jesús Herrera
Catalina de Jesús Herrera, de son nom religieux, Sœur Catalina Luisa de Jesús, María et José, née le 22 août 1717 à Guayaquil et décédée le 29 septembre 1795 à Quito, est une religieuse et autrice équatorienne.

## Biographie

### Jeunesse et éducation
Catalina de Jesús María Herrera Campusano naît le 22 août 1717 à Guayaquil. Ses parents sont María Navarro Navarrete y Castro et Juan Delfín Herrera Campusano. Sa mère lui apprend à lire et à écrire à l'âge de sept ans et lui donne également une éducation religieuse. Son parrain est le sergent-major Francisco Gantriper. La mort de son père en 1728 entraîne un changement spirituel et elle prend l'habitude de se confesser et de communier tous les quinze jours. Elle est une fidèle de Notre-Dame du Rosaire. Elle entre dans le troisième ordre dominicain du couvent de Saint Paul l'Apôtre de Guayaquil avec l'aide de Fray Carlos García de Bustamante.
Caractérisée par sa curiosité et son esprit intellectuel, Catalina de Jesús Herrera s'intéresse à la culture. Elle lit des comédies avant de s'intéresser à Thérèse d’Avila, Jean de la Croix et d’autres représentants du mysticisme et de la théologie morale.

### Carrière
Catalina de Jesús Herrera se rend à Quito en 1741 pour entrer au monastère de Santa Catalina de Siena. Elle adopte le nom religieux de « Catalina Luisa de Jesús, María et José ».
Elle appartient à l'ordre des prédicateurs du monastère de Santa Catalina de Siena à Quito.
En 1745, Catalina de Jesús Herrera se voit confier le rôle de maîtresse des novices. Dix ans plus tard en 1755, elle occupe le poste de mère prieure. Elle sert de dépositaire, selon les documents des Archives du monastère compilés en 1771, puis de 1783 à 1785. Elle est prieure de 1786 à 1788. Elle en est à nouveau dépositaire de 1789 à 1792, quelques années avant sa mort.
En 1747, elle écrit sa première autobiographie, intitulée Secretos entre el alma y Dios (« Secrets entre l'âme et Dieu »), mais une fois terminée, elle la brûle. Des années plus tard, son nouveau confesseur, Fray Tomás Corrales, lui ordonne d'écrire à nouveau. Elle commence ces travaux le 8 février 1758 et les termine le 29 août 1760. Ses écrits sont rassemblés en 30 livrets, réalisés à la main et publiés en six volumes en 1895, à l'occasion du centenaire de sa mort. Ils sont publiés dans le cadre de la Biblioteca Ecuatoriana Mínima ; sept fragments sont reproduits, de la quatrième partie et du soixante-quatrième chapitre.
Catalina de Jesús Herrera décède le 29 septembre 1795, à l'âge de 78 ans, elle est enterrée dans le couvent où elle vivait.
L'Église catholique aurait reconnu l'héroïcité de ses vertus au titre de vénérable sur la voie de la sainteté en raison des multiples miracles et prophéties qui lui sont attribués[réf. nécessaire].

## Publications
Son autobiographie intitulée Secretos entre el alma y Dios (« Secrets entre l'âme et Dieu »), réécrite en 1760, est publiée en 1895 dans la collection Antología de Proseistas en l'honneur du centenaire de sa mort.
Sa poésie mystique est représentée à la Real Audiencia de Quito.